# Костишина Мірра Василівна
Марина (Мірра) Василівна Костишин (6 березня 1936, Ленінград, нині Санк-Петербург — 10 квітня 2008, Чернівці) — українська модельєрка та мистецтвознавиця. Кандидат мистецтвознавства (1981).
Дружина С. Костишина, мати С. Руденко.

## Життєпис
Закінчила у Ленінграді технікум легкої промисловості (1955), інститут живопису, скульптури та архітектури (1967).
Працювала у 1957—1958 завідувачкою у модельній лабораторії ательє № 2 «Голтрикотажу» (Ленінград), у Чернівцях: 1955—1957 — художниця-модельєрка трикотажної фабрики № 1, 1958—1967 — художниця-модельєрка рукавичної фабрики, 1967—1968 — завідувачка кабінету естетичного виховання інституту підвищення кваліфікації вчителів, 1968—1997 — викладачка теорії та історії образотворчого і декоротивно-ужиткового мистецтва училища культури, водночас 1968—1970 — наукова директор центру буковинознавства. Досліджувала буковинські традиційні костюм та сучасний модельний одяг.

## Доробок
Авторка монографії «Український народний костюм Північної Буковини (традиції і сучасність)» (Чц., 1996), низки статей, зокрема у журналі «Народна творчість та етнографія»: «Художнє оформлення буковинського народного костюма гірської місцевості» (1975, № 4), «Особливості традиційного жіночого одягу буковинського Поділля» (1976, № 6).